# Ville métropolitaine de Rome Capitale
Ne doit pas être confondu avec Aire métropolitaine de Rome.
La ville métropolitaine de Rome Capitale (en italien : Città metropolitana di Roma Capitale) est une ville métropolitaine italienne, appartenant à la région du Latium, qui regroupe 121 communes. Son chef-lieu est Rome, capitale de la République italienne. Elle remplace la province de Rome depuis le 1er janvier 2015.

## Géographie

### Situation
D'une superficie de 5 351 km², elle compte 4 321 244 habitants.
Elle est limitrophe au nord des provinces de Viterbe et de Rieti, à l'est de celles de Frosinone et de L'Aquila (cette dernière se trouvant dans la région des Abruzzes), et au sud de la province de Latina. Enfin à l'ouest, elle est bordée par la mer Tyrrhénienne.
L'État du Vatican est enclavé dans la ville métropolitaine.

### Relief
La ville métropolitaine de Rome Capitale s'étend depuis la côte de la mer Tyrrhénienne, la plaine de Rome depuis la vallée du Tibre et de l'Aniene jusqu'aux monts Sabins et Lucrétiliens auxquels s'ajoutent la zone montagneuse des monts de la Tolfa et Sabatins au nord-ouest, la zone des monts Tiburtins, Prénestiens et Simbruins à l'est, les monts Albains et la zone septentrionale des monts Lépins, ainsi que la haute vallée du Sacco au sud-est. Le littoral s'étend sur 130 km depuis Civitavecchia au nord jusqu'à Torre Astura, sur la commune de Nettuno, au sud.

### Hydrographie

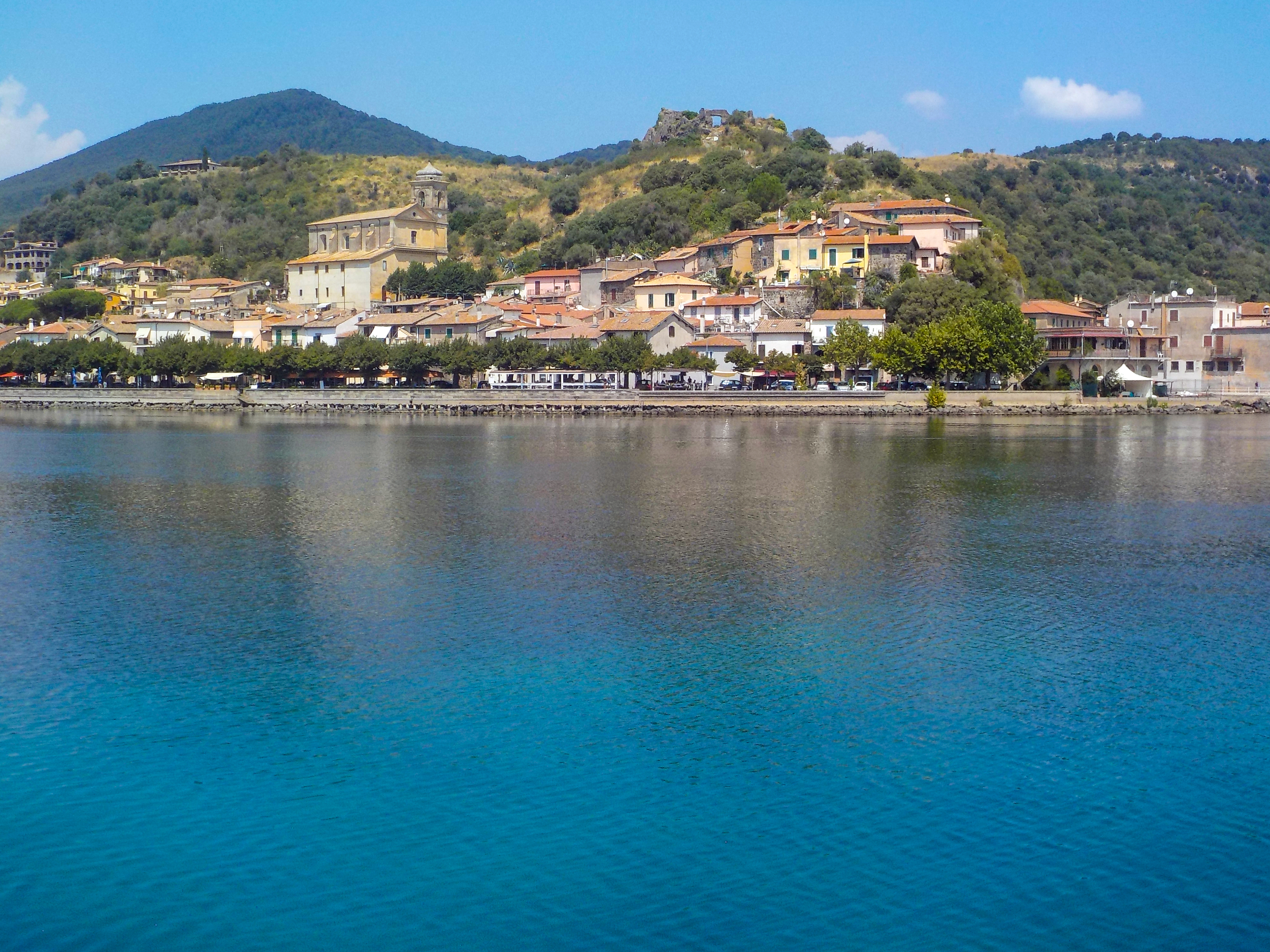
Lac de Bracciano.

Elle est irriguée par le Tibre et son affluent l'Aniene. De nombreux lacs, presque tous d'origine volcanique, se trouvent dans cette ville métropolitaine, dont les plus importants sont les lacs de Bracciano, d'Albano et de Nemi, sans oublier les lacs de Giulianello, de Martignano et les Lagustelli.
En dehors de Rome, sa ville principale, les localités les plus importantes sont Albano Laziale, Anzio, Ciampino, Civitavecchia, Fiumicino, Guidonia Montecelio, Monterotondo, Nettuno, Tivoli et Velletri.

## Histoire
La ville métropolitaine de Rome Capitale est créée le 1er janvier 2015, en application de la loi n°56 du 7 avril 2014 intitulée : « dispositions sur les villes métropolitaines, les provinces, les unions et les fusions de municipalités ». Elle se substitue à la province de Rome sur le même territoire.

## Politique et administration
La ville métropolitaine est dirigée par un maire, qui est celui de la ville de Rome, un conseil métropolitain élu et une conférence métropolitaine consultative, tous deux présidés par le maire.
| Période          | Période         | Identité               | Étiquette           | Qualité                   |
| ---------------- | --------------- | ---------------------- | ------------------- | ------------------------- |
| 1er janvier 2015 | 30 octobre 2015 | Ignazio Marino         | Parti démocrate     | Maire de Rome (2013-2015) |
| 30 octobre 2015  | 22 juin 2016    | Francesco Paolo Tronca |                     | Commissaire               |
| 22 juin 2016     | 21 octobre 2021 | Virginia Raggi         | Mouvement 5 étoiles |                           |
| 21 octobre 2021  | en fonction     | Roberto Gualtieri      | Parti démocrate     |                           |

### Communes

Carte des communes de la ville métropolitaine de Rome Capitale (en rouge la commune de Rome).

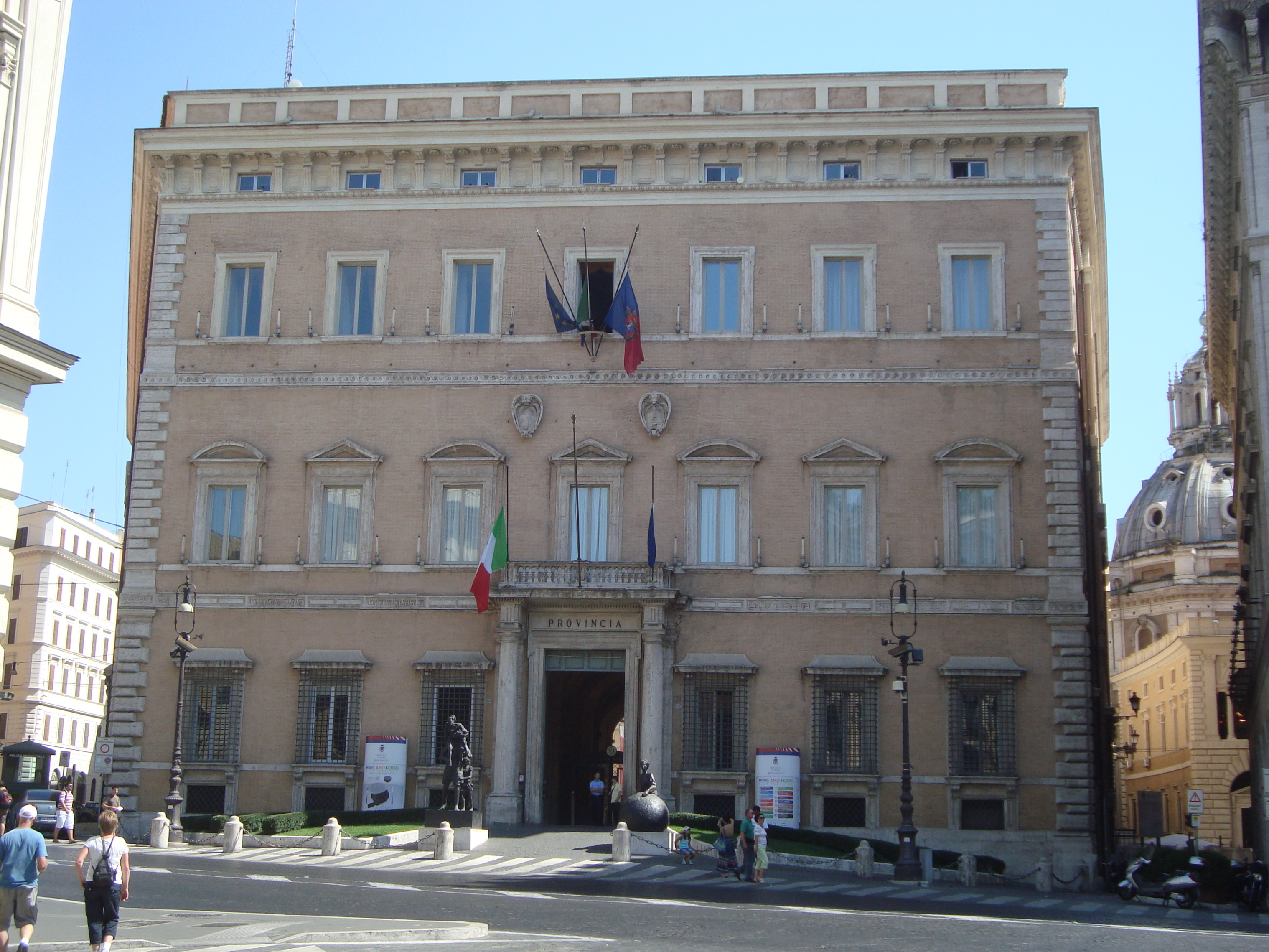
Le palais Valentini, siège de la ville métropolitaine de Rome Capitale.

Les 121 communes qui composent la ville métropolitaine de Rome Capitale peuvent être regroupées en 7 aires géographiques :
- L'aire de Rome qui comprend la ville de Rome (divisée en 15 arrondissements ;
- L'aire du Nord-Ouest qui comprend les 12 communes de :

| - Santa Marinella - Civitavecchia - Allumiere | - Tolfa - Canale Monterano - Manziana | - Trevignano Romano - Bracciano - Anguillara Sabazia | - Cerveteri - Ladispoli - Fiumicino |

- L'aire de la vallée du Tibre qui comprend les 20 communes de :

| - Campagnano di Roma - Mazzano Romano - Magliano Romano - Filacciano - Sacrofano | - Morlupo - Castelnuovo di Porto - Riano - Capena - Rignano Flaminio | - Sant'Oreste - Ponzano Romano - Formello - Torrita Tiberina - Nazzano | - Civitella San Paolo - Fiano Romano - Monterotondo - Mentana - Montelibretti |

- L'aire Tiburtine - Sublacense qui comprend les 50 communes de :

| - Nerola - Moricone - Montorio Romano - Monteflavio - Palombara Sabina - Sant'Angelo Romano - Guidonia Montecelio - Marcellina - Percile - Licenza - Roccagiovine - San Polo dei Cavalieri | - Tivoli - Castel Madama - Vicovaro - Mandela - Cineto Romano - Riofreddo - Vallinfreda - Vivaro Romano - Arsoli - Roviano - Saracinesco - Anticoli Corrado - Sambuci | - Ciciliano - Cerreto Laziale - San Gregorio da Sassola - Casape - Poli - Pisoniano - Gerano - Rocca Canterano - Agosta - Marano Equo - Cervara di Roma - Camerata Nuova - Canterano | - Rocca Santo Stefano - San Vito Romano - Capranica Prenestina - Olevano Romano - Bellegra - Roiate - Affile - Subiaco - Arcinazzo Romano - Jenne - Vallepietra - Fonte Nuova |

- L'aire Prenestina - Monti Lepini qui comprend les 17 communes de :

| - San Cesareo - Zagarolo - Gallicano nel Lazio - Palestrina - Castel San Pietro Romano | - Rocca di Cave - Genazzano - Cave - Labico - Valmontone | - Artena - Colleferro - Segni - Gavignano - Montelanico | - Gorga - Carpineto Romano |

- L'aire des Castelli Romani qui comprend les 17 communes de :

| - Grottaferrata - Frascati - Monte Porzio Catone - Colonna - Monte Compatri | - Rocca Priora - Rocca di Papa - Nemi - Lariano - Velletri | - Lanuvio - Genzano di Roma - Ariccia - Albano Laziale - Castel Gandolfo | - Marino - Ciampino |

- L'aire du littoral Sud qui comprend les 4 communes de :
- Pomezia
- Ardea
- Anzio
- Nettuno

#### Communes principales
| Commune             | Population |
| ------------------- | ---------- |
| Rome                | 2 614 263  |
| Guidonia Montecelio | 81 538     |
| Fiumicino           | 67 645     |
| Pomezia             | 56 377     |
| Tivoli              | 52 922     |
| Velletri            | 52 225     |
| Civitavecchia       | 51 261     |
| Anzio               | 49 790     |
| Nettuno             | 45 421     |
| Ardea               | 44 609     |
| Monterotondo        | 39 463     |
| Albano Laziale      | 38 368     |
| Marino              | 38 358     |
| Ciampino            | 37 180     |
| Ladispoli           | 37 156     |
| Cerveteri           | 35 328     |

### Communautés de montagne
Dans la ville métropolitaine de Rome Capitale sont définies cinq communautés de montagne :
- Communauté de montagne des Castelli Romani et Prénestiens dont le siège est Rocca Priora ;
- Communauté de montagne de la vallée de l'Aniene dont le siège est Agosta ;
- Communauté de montagne des monts de la Tolfa dont le siège est Allumiere ;
- Communauté de montagne des monts Lépiens dont le siège est Segni ;
- Communauté de montagne des monts Sabins, Tiburtins, Cornicolains et Prénestiens dont le siège est Tivoli.

## Économie
L'assainissement des campagnes romaines a permis le développement d'activités agricoles, dont les principales sont la production de fruits et légumes, la viticulture et l'oléiculture.
La pêche n'a qu'une importance locale. En revanche, l'élevage du bétail est important.